# Aleksandrs Klinklāvs

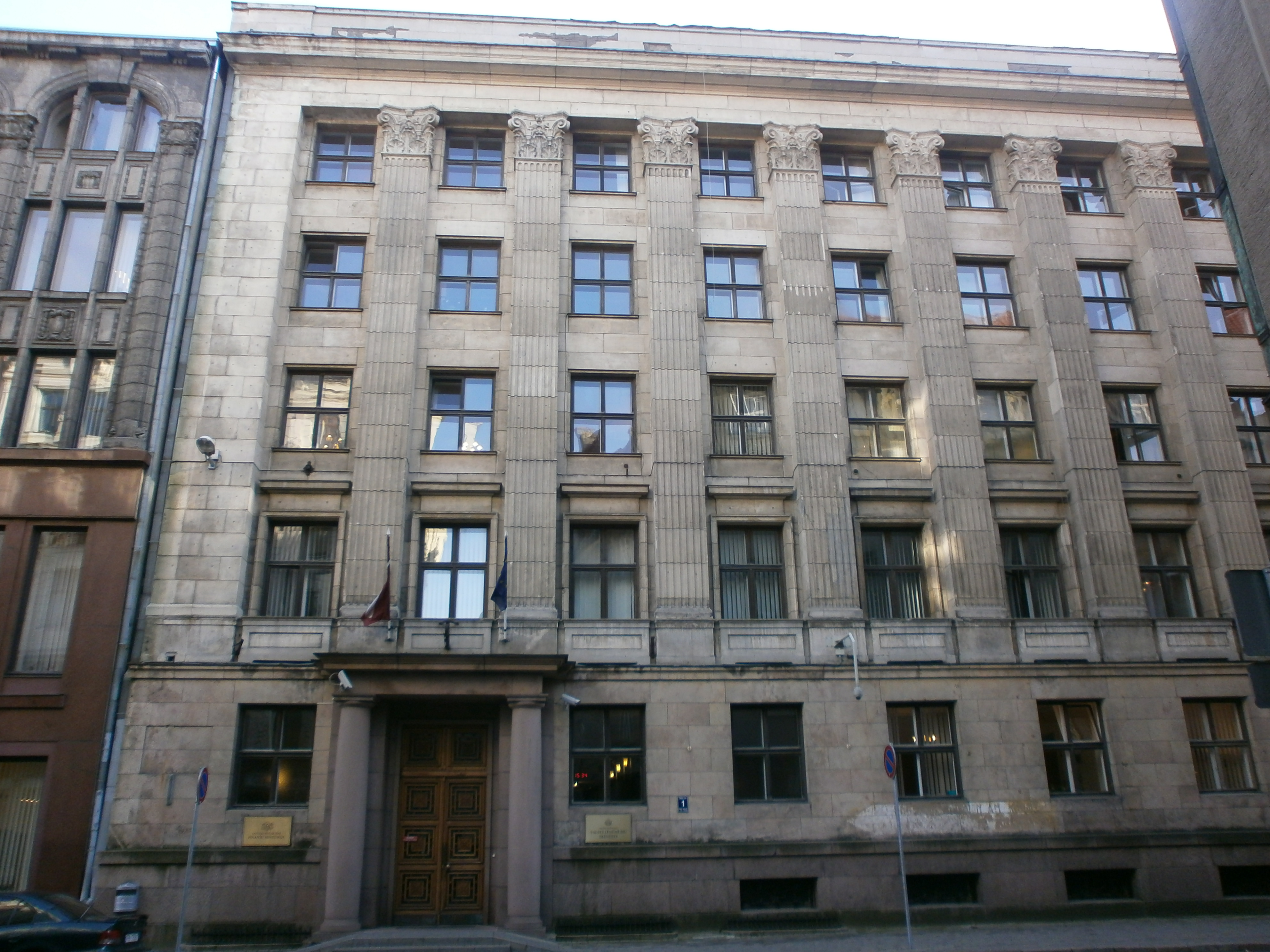
Ministerio de Finanzas de Letonia, Riga (1937-1939)

Aleksandrs Klinklāvs (Sēja, 7 de febrero de 1899-Chicago, 6 de octubre de 1982) fue un arquitecto racionalista letón. Fue el principal referente del racionalismo en su país durante el período de su independencia entre las dos guerras mundiales.

## Trayectoria
Nació en el municipio de Sēja, entonces perteneciente al Imperio ruso. Estudió en la Universidad de Letonia en Riga, donde se tituló en 1930. Tras finalizar la carrera trabajó en el departamento de arquitectura de la Cruz Roja de Letonia, labor que compaginó con el cargo de inspector de construcciones de la zona de Riga.
Fue uno de los principales impulsores del funcionalismo racionalista, en obras como el Sanatorio de Tērvete (1930-1934), varios edificios en Riga (Rudzītis, 1931; Neiburgs, 1934), los talleres ortopédicos de la calle Pernavas de Riga (1933) y diversos hospitales en Rēzekne, Limbaži, Jelgava y Liepāja (1934-1938). A finales de los años 1930 derivó hacia un mayor clasicismo, como se denota en el Ministerio de Finanzas en Riga (1937-1939).
En 1944 se estableció en Alemania, donde trabajó en el Instituto Técnico Letón de Esslingen. Entre 1948 y 1958 trabajó en Montreal (Canadá) para la firma Barott, Marshall & Meritt y, desde 1959 hasta su retiro, en Chicago (Estados Unidos), para la firma Jensen, Halstead & Rummel, especializándose sobre todo en hoteles y hospitales.